# Дайнеко Олексій Олексійович
Олексій Олексійович Дайнеко (рос. Алексей Алексеевич Дайнеко; 5 червня 1970, Москва, РСФРР, СРСР — 13 червня 2016, Москва, Росія) — російський актор, музикант, телеведучий та режисер.

## Життєпис
Олексій Дайнеко народився 5 червня 1970 року в Москві. Закінчив школу №56 з фізико-математичним ухилом. Після закінчення школи поступає на факультет звукорежисури у Московське театральне художнє технічне училище.
У 1989 році стає студентом акторського факультету ГІТІС (майстерня С.Н.Колосова і Л.І.Касаткіной). Після закінчення ГІТІСу, в 1993 році, почав працювати у Центральному академічному театрі Російської армії (ЦАТРА).
Під час навчання у ГІТІСі, 1988 році, дебютував у драмі «Публікація».
Згодом був ведучим телепрограми «Планета зв'язку» на каналі «ТБ-6» і «ТВЦ».
У 2006 році був режисером та продюсером стрічки «Посміхаючись вічності всесвіту».
Створив гурт «Daikone», з яким записав, як автор та виконавець, кілька композицій, які увійшли до альбому під назвою «Daikone».
У 2000-2009 роках був PR-директором казино «Амбасадор», а також телеіедучим програми «Казино».
Помер 13 червня 2016 року в Москві. 

## Особисте життя
Олексій Дайнеко був двіччі одружений. У другому шлюбі з Оленою Логацькою, за фахом лікар-ортодонт, в 2015 році народилася дочка Еммануель-Вікторія.

## Театр
Центральний академічний театр Російської армії
- 1995 —  «Новели Севелл» Юхима Севелла — Дан
- 1993 —  «Трудовий хліб» Островського — Копров
- 1993 —  «Блез», Клода Маньє — Карльє Клебер
- 1992 — «Ювілей» Антона Чехова — Хірін

## Фільмографія
- 2016 — «Провокатор» — нотаріус
- 2015—2016 — «Останній мент» — Мороков, нарколог
- 2015 — «Невловимі» — виконроб
- 2014 — «Дикий-4» — Власов
- 2014 — «Дельта. Продовження» — Іван Романович Щагін
- 2013 — «Вчитель у законі. Повернення» — власник клубу
- 2013 — «Тихе полювання» — Ігор Александров, бізнесмен
- 2012 — «Країна 03» — епізодична роль
- 2012 — «Карпов» — редактор
- 2012 — «Метод Лаврової 2» — Кирило Рогов, письменник
- 2012 — «Мент в законі 5» — «Костиль»
- 2012 — «Ікорний барон» — Савельєв
- 2011 — «Далекобійники 3. Десять років по тому» — командир ОМОНу
- 2010 — «Кохання та інші дурниці» — Юрій Крайнов
- 2010 — «Адвокатеси» — Ланський
- 2008 — «Московський жиголо» — епізодична роль
- 2007 — «Секунда до ...» — Слава
- 2005 — «Адвокат-2» — Мігунько
- 2004 — «Бальзаківський вік, або Всі чоловіки сво ...» — Ігор, тренер з фітнесу
- 2002 — «Посмішка Меломети» — Льоша
- 2002 — «Спеціальний репортаж, або Супермен цього дня» — Всеволод Курочкін, телеведучий
- 1999 — «Д.Д.Д. Досьє детектива Дубровського» — Кузя
- 1999 — «Що сказав небіжчик» — менеджер автосалону
- 1997 — «Кав'ярня „Полуничка”» — Кроха
- 1992 — «Вільна від чоловіків» — Артем
- 1991 — «Номер «люкс» для генерала з дівчинкою» — Льоша
- 1988 — «Публікація» — Рогозін

## Дискографія
- 2014 — «Мне нужна высота»
- 2014 — «Жизнь моя»
- 2013 — «Девять откровений и ещё два»
- 2002 — «Daikone»